# Ömnögov
Ömnögov (mongolsk: Өмнөговь, tr. Ömnögov) er en af Mongoliets 21 provinser. Provinsen ligger i det sydlige Mongoliet. Ömnögov har totalt 47 300 indbyggere (2000) og et areal på 165 400 km². Provinshovedstaden er Dalandzadgad.

## Administrativ inddeling
Provinsen er inddelt i 15 distrikter (sum): Bayandalay, Bayan-Ovoo, Bulgan, Dalanzadgad, Gurvantes, Hanbogd, Hanhongor, Hürmen, Mandal-Ovoo, Manlay, Nomgon, Noyon, Sevrey, Tsogt-Ovoo og Tsogttsetsiy.